# The Heat (film)
The Heat is een Amerikaanse actiekomedie uit 2013 van Paul Feig met in de hoofdrollen onder meer Sandra Bullock en Melissa McCarthy.

## Verhaal
Sarah Ashburn (Sandra Bullock) is een uiterst bekwame FBI-agente in New York, die vanwege haar arrogantie echter nogal slecht bij haar collega's ligt. Wanneer haar baas Hale (Demián Bichir) promotie krijgt, stuurt hij haar naar Boston om onderzoek te doen naar drugsbaas Larkin met de belofte dat zij zijn baan krijgt mits ze de zaak oplost en daarbij goed samenwerkt met anderen.
In Boston krijgt Ashburn assistentie van Shannon Mullins (Melissa McCarthy), een ruwe en rebelse rechercheur wier gewelddadige en chaotische aanpak in schril contrast staat met die van Ashburn. Omdat ze Mullins' lokale kennis nodig heeft, werkt ze toch maar met haar samen. Een complicatie is dat Mullins' broer Jason (Michael Rapaport), die net is vrijgelaten uit de gevangenis, waar hij zat door toedoen van Mullins zelf, mogelijk banden heeft met Larkin.

## Rolverdeling
| Acteur           | Personage                   | Opmerkingen                      |
| ---------------- | --------------------------- | -------------------------------- |
| Sandra Bullock   | Sarah Ashburn               | agente bij de FBI in New York    |
| Melissa McCarthy | Shannon Mullins             | agente bij de politie van Boston |
| Demián Bichir    | Hale                        | chef van Ashburn                 |
| Dan Bakkedahl    | Craig                       | agent bij de DEA                 |
| Taran Killam     | Adam/"Larkin"               | agent bij de DEA/drugsbaas       |
| Michael Rapaport | Jason Mullins               | broer van Shannon                |
| Thomas F. Wilson | kapitein Woods              |                                  |
| Marlon Wayans    | Levy                        |                                  |
| Michael McDonald | Julian                      | medewerker van Larkin            |
| Joey McIntyre    | Peter Mullins               | broer van Shannon                |
| Jane Curtin      | Mrs. Mullins                | Shannons moeder                  |
| Michael Tucci    | Mr. Mullins                 | Shannons vader                   |
| Paul Feig        | arts                        | tevens regisseur van de film     |
| Katie Dippold    | verpleegster op eerste hulp | tevens scenariste van de film    |

## Productie
The Heat is het filmdebuut van scenarist Katie Dippold, die eerder meeschreef aan de serie Parks and Recreation. Ze wilde een buddy cop-film schrijven zoals jaren 80-klassiekers Running Scared en Lethal Weapon, maar dan met twee vrouwen in de hoofdrollen, een concept waarvoor volgens producer Jenno Topping de studio aanvankelijk huiverig was.

## Muziek
In de film is Nederlandse en Belgische muziek te horen, van Vengaboys, het nummer We like to party! (The Vengabus) en Azealia Banks ft. Lazy Jay met het nummer 212.